# Ronde van Italië 2023/Veertiende etappe
De veertiende etappe van de Ronde van Italië 2023 werd verreden op 20 mei. Deze etappe werd gewonnen door Nico Denz, die hiermee zijn tweede etappezege boekte in deze editie van de Ronde van Italië.

## Koersverloop
Na zo'n 40 kilometer koers was de kopgroep compleet. Deze bestond uit 29 renners. Onder andere Otto Vergaerde, Pieter Serry en Laurenz Rex waren namens de Belgen aanwezig vooraan. Bauke Mollema was de enige Nederlander. Op de top van de Simplonpas, de enige aanwezige klim in deze etappe, hadden de koplopers ongeveer negen minuten voorsprong op het peloton. Het volgende deel van de etappe dat volgde was volledig vlak, hier ontstonden uit de kopgroep verschillende kleine groepjes met renners. Geruime tijd reden Toms Skujiņš, Laurenz Rex, Davide Ballerini en Stefano Oldani aan de kop van de koers. 500 meter voor de finish was de achtervolgende groep teruggekeerd bij de kop van de wedstrijd. Derek Gee en Nico Denz hadden hier het grootste aandeel in. In de sprint die volgde wist Denz te overtuigen en de rest achter te laten. Hij juichte echter zeer vroeg, hierdoor leek het even dat Gee toch zou zegevieren. Fotofinish wees uit dat het Denz was die zijn tweede etappezege boekte deze Ronde van Italië. Gee, de Canadees, werd op deze manier voor de derde maal in deze Ronde tweede in een etappe. Uiteindelijk finishten alle 29 renners van de vroege vlucht voor het peloton.
Vanwege de grote achterstand (21 minuten) van het peloton raakte Geraint Thomas de roze trui kwijt aan de Fransman Bruno Armirail. Hij is hiermee de negentiende Franse wielrenner die de roze trui draagt in de Ronde van Italië. Na Laurent Jalabert, in 1999. Tevens is na deze etappe Bahrain-Victorious leider in het ploegenklassement. Door de aanwezigheid van Davide Bais in de vroege vlucht neemt hij het bergklassement over van Thibaut Pinot.

## Uitslagen
| Sierre - Cassano Magnago (194 km) |                  |                          |          |
| Plaats                            | Naam             | Ploeg                    | tijd     |
| Winnaar                           | Nico Denz        | BORA-hansgrohe           | 4u37'30" |
| 2                                 | Derek Gee        | Israel-Premier Tech      | z.t.     |
| 3                                 | Alberto Bettiol  | EF Education-EasyPost    | z.t.     |
| 4                                 | Laurenz Rex      | Intermarché-Circus-Wanty | + 01"    |
| 5                                 | Davide Ballerini | Soudal-Quick Step        | z.t.     |
| 6                                 | Toms Skujiņš     | Trek-Segafredo           | + 04"    |
| 7                                 | Marius Mayrhofer | Team DSM                 | + 10"    |
| 8                                 | Stefano Oldani   | Alpecin-Deceuninck       | + 20"    |
| 9                                 | Andrea Pasqualon | Bahrain-Victorious       | + 50"    |
| 10                                | Mirco Maestri    | EOLO-Kometa              | z.t.     |

| Algemeen klassement |                    |                    |           |
| Plaats              | Naam               | Ploeg              | Tijd      |
| Roze trui           | Bruno Armirail     | Groupama-FDJ       | 56u17'01" |
| 2                   | Geraint Thomas     | INEOS Grenadiers   | + 1'41"   |
| 3                   | Primož Roglič      | Jumbo-Visma        | + 1'43"   |
| 4                   | João Almeida       | UAE Team Emirates  | + 2'03"   |
| 5                   | Andreas Leknessund | Team DSM           | + 2'23"   |
| 6                   | Damiano Caruso     | Bahrain-Victorious | + 3'09"   |
| 7                   | Lennard Kämna      | BORA-hansgrohe     | + 3'33"   |
| 8                   | Eddie Dunbar       | Team Jayco AlUla   | + 4'13"   |
| 9                   | Thymen Arensman    | INEOS Grenadiers   | + 4'26"   |
| 10                  | Laurens De Plus    | INEOS Grenadiers   | + 4'49"   |

## Opgaven
Er zijn na deze etappe 3 opgaven gemeld. Het totale aantal opgaven komt daardoor op 44.
Niet gestart
Samuele Battistella (Astana Qazaqstan Team)
Stefan de Bod (EF Education-EasyPost)
Niet gefinisht
Alessandro Verre (Arkéa Samsic)
1e etappe ·
2e etappe ·
3e etappe ·
4e etappe ·
5e etappe ·
6e etappe ·
7e etappe ·
8e etappe ·
9e etappe ·
10e etappe ·
11e etappe ·
12e etappe ·
13e etappe ·
14e etappe ·
15e etappe ·
16e etappe ·
17e etappe ·
18e etappe ·
19e etappe ·
20e etappe ·
21e etappe
Startlijst · Eindstanden · Afbeeldingen